# Кастропп, Густав
Густав Август Кристиан Кастропп (нем. Gustav August Christian Kastropp; 30 августа 1844, Зальмюнстер — 11 сентября 1925, Хильдесхайм) — немецкий поэт, драматург и либреттист.

## Биография
На протяжении всей жизни был аптекарем, унаследовав дело от отца. Наряду с этим учился музыке, в 1874—1877 гг. преподавал литературу в школе музыки в Веймаре. Опубликовал драмы «Каин» (1880), «Генрих фон Офтердинген» (1880), «Агамемнон» (1890), выдержавшие три издания «Песни короля эльфов» (нем. König Elfs Lieder), «Сказки гномов» (нем. Gnomenmärchen; 1877) и т. д. На стихи Кастроппа написан цикл песен Иоахима Раффа; его либретто легли в основу двух опер Эжена д’Альбера. Как отмечала Энциклопедия Брокгауза и Ефрона, в сочинениях Кастроппа «фабула скомпонована весьма удачно, но романтизм поэта чересчур чужд действительности».